# Palau Mornau
El Palau Mornau és un edifici situat als carrers Ample, 35, del Tonell, 2 i d'en Gignàs, 14-16 de Barcelona, catalogat com a bé cultural d'interès local. Des del 2012 allotja el Hash Marihuana & Hemp Museum, especialitzat en el cànnabis i la fibra de cànem.

## Història
Segons la documentació notarial, la finca pertanyia a la família Santcliment, alguns dels membres de la qual foren consellers en cap de la ciutat. Posteriorment, va ser habitada per diversos llogaters, fins que l'any 1771, va ser venuda per Gaietà Maria Pignatelli i de Rubí-Corbera-Santcliment, tercer marquès de Rubí, al comerciant matriculat Antoni Rodoreda i Costa, que tot seguit la va fer reformar. El 1796, el casal passà a mans del comerciant Josep Francesc Mornau i Prats, comissari de guerra honorari dels Reials Exèrcits, que l'any següent va adquirir la finca veïna a Llucià Pinyeiro per 8.200 lliures, i va demanar permís per a fer-hi reformes. El 1799, Mornau contractà el mestre de cases Tomàs Soler i Ferrer per a reconstruir la part de la cantonada amb el carreró de la Taverna d'en Matheu (actualment carrer del Tonell). La casa es convertí en un referent de la vida social del barri i l'11 de maig del 1809 fou l'escenari de la reunió d'insurrectes que intentaren alliberar Barcelona de l'ocupació napoleònica, coneguda com a conspiració de l'Ascensió.

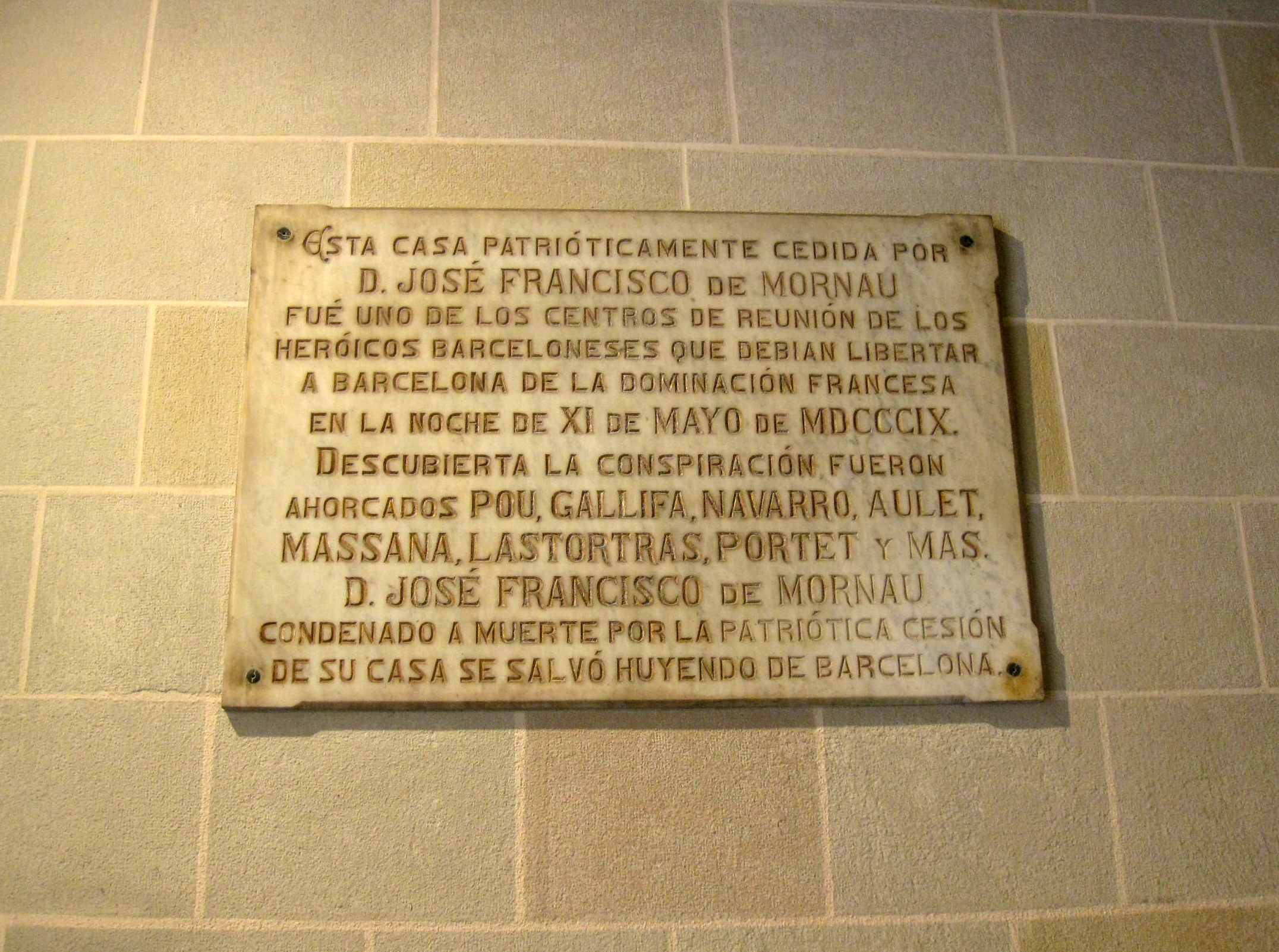
Placa on es commemoren els esdeveniments històrics del palau durant la Guerra del Francès

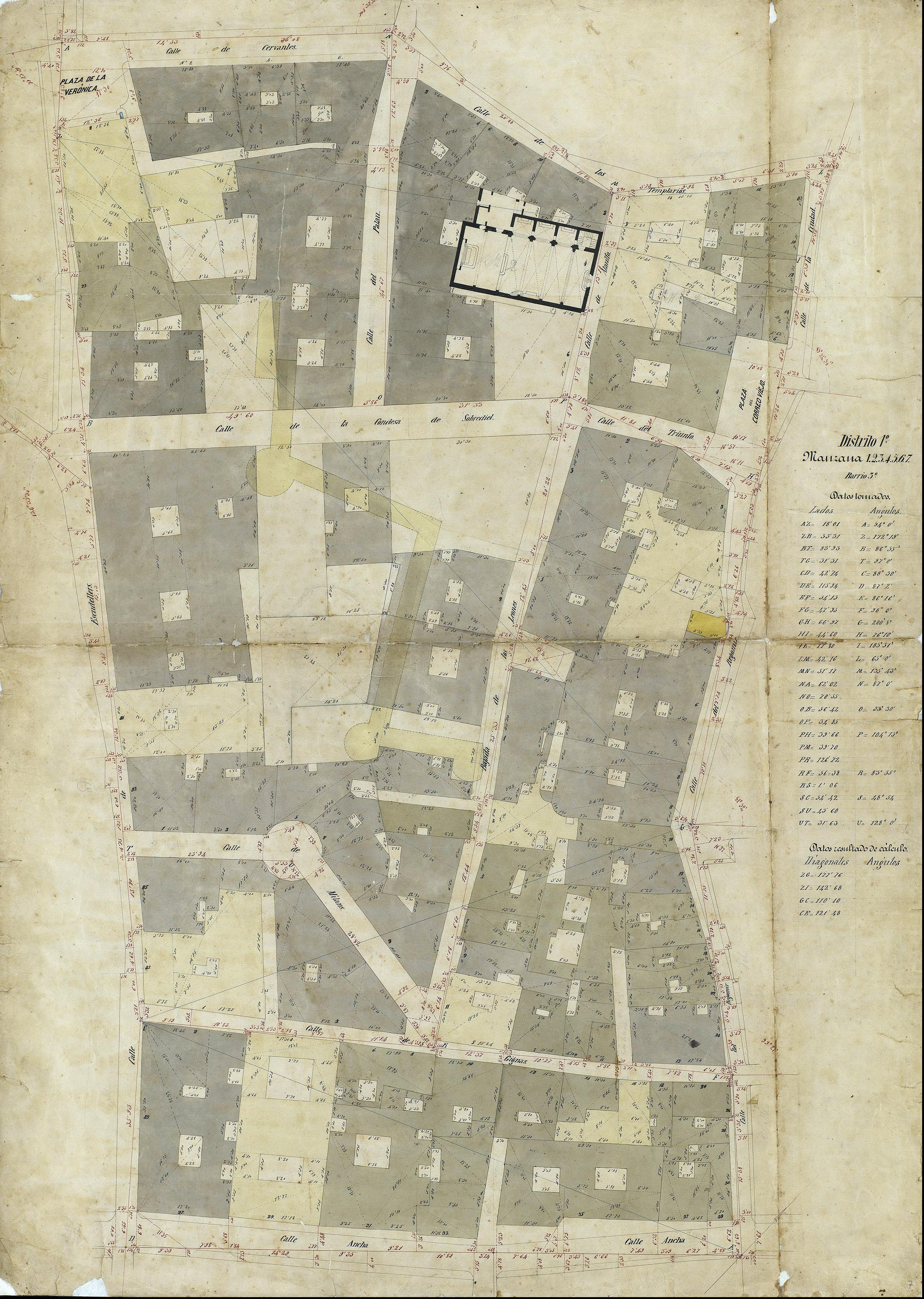
Quarteró núm. 7 de Garriga i Roca (c. 1860)

Casat amb Josepa d'Amat i Miquel, Josep Francesc va ser succeït pel seu fill Joaquim Mornau i d'Amat, que el 1829 va demanar permís per a convertir-hi dues finestres en portes. Posteriorment, el palau passaria a mans del seu germà Ramon Mornau i d'Amat (1797-1849), i després al seu nebot Delfí Artós i Mornau, fill de Josepa Mornau i d'Amat i d'Antoni Artós i Aldabert.
A la seva mort el 1903, va ser succeït pel seu net Lluís de Nadal i Artós, fill de Josepa Artós i Bertran i Joan de Nadal i Vilardaga, i nebot de Josep Maria de Nadal i Vilardaga. El 1908, amb motiu del seu casament amb Maria de Quadras i Veiret (1887-1962), filla de Manuel de Quadras i Feliu, primer baró de Quadras, n'encarregà la reforma i ampliació a l'arquitecte Joaquim Raspall. La núvia, que de soltera havia viscut al palau dels seus pares, en va marcar la tendència cap a l'emergent estil modernista: «Les noces de la bella Maria de Quadras ab en Lluís de Nadal, han omplert de moviment lo senyorial palau de la Granvia Diagonal, pera portar en l'antiga casa Mornau del carrer Ample, tant temps privada del encís d'una presencia femenina, l'escayent somriure y la bellesa de la jove senyora de Nadal.» «L'hermós palau que avuy axeca sos murs blanchs y ses balconades daurades en les foscors del carrer Ample, ha sigut conservat per sos hereus en tota la puresa de ses línies y de ses voltes. Va ésser restaurat ab motiu del casament del hereu dels Mornau ab l'hermosa filla dels barons de Quadras; y be calia un march axis, rejovenit, pera la bella María de Cuadras»

## Descripció
Es tracta d'un edifici de parcel·la irregular (482 m²) de planta baixa, dos pisos, golfes i terrat amb tres façanes. La principal presenta dues alineacions diferents, enllaçades per mitjà d'un reclau que propicià la construcció d'una tribuna en volada enllaçada amb el balcó corregut de la planta principal. La planta baixa utilitza material petri en forma de carreus, llindes i arcs rebaixats, mentre que la resta de plantes mostren un pronunciat encintat sobre carreuons de pedra i franges d'esgrafiats amb motius florals de gust modernista. Les obertures, alineades en eixos verticals i de dimensions decreixents, presenten elements estructurals petris datables al segle xviii, si bé els perfils metàl·lics que formen llurs baranes daten, també, del període modernista. La façana sobre el carrer del Tonell mostra un tractament diferent, amb un revestiment monocrom propi de mitjan segle xix. Tant la façana com els espais interiors presenten un acabat final propi del modernisme dels primers anys del segle xx, per bé que arreu es conserven restes d'estructures que semblen remuntar-se als segles xviii i, fins i tot, xv.
L'accés principal es produeix a través d'un arc rebaixat d'abocinat còncau datat al segle xviii, per bé que la porta de fusta i forja, de gust modernista, és de principis del segle xx. Aquesta porta dona al vestíbul de la casa que, fet de pedra de Montjuïc revestida amb una aparatosa decoració modernista neomedieval, conté l'escala principal i l'accés al pati central cobert amb una claraboia. Els elements més significatius d'aquest àmbit són la barana de l'escala i les llindes i muntants de les obertures, profusament decorats amb elements esculpits, així com els elements de forja i vidre, tals com els llums i la notable claraboia del pati, a base de vitralls modernistes.
La planta principal conserva, en gran manera, els acabats modernistes originals, marcats per la utilització d'una gran varietat de materials i inspirats per diferents estils decoratius històrics. Pel que fa als materials, trobem revestiments de murs i sostres a base de pintures i motllures de guix i estuc, forjats i arrimadors de talla i marqueteria de fusta noble, terres a base de tessel·les i trencadís. Pel que fa a la decoració modernista d'aquests interiors, cada sala beu d'un estil històric diferent, des del neogòtic al neoimperi, passant pel neorococó.